# 粟田大輔
粟田 大輔（あわた だいすけ、1977年 - ）は、日本の美術批評家、キュレーター、女子美術大学准教授。

## 概要
1977年 、東京大森生まれ。
2008年、東京藝術大学大学院美術研究科博士後期課程美術解剖学専攻修了。
第13回『BT／美術手帖』芸術評論募集佳作。
2011年に立ち上げたアート専門のインターネット放送局［comos-tv］の運営メンバー。
芸術学（美術解剖学）、基礎芸術 Contemporary Art Think-tank。
『中原佑介美術批評選集』（全12巻、現代企画室＋BankART出版、2011年〜）編集委員。

## 論考
- 「表徴を愛する」（2022）[5]
- 「榎倉康二における出来事性と層の構成」（2005）[6]

## 企画
- 「data and vision」出典作家:大庭大介、利部志穂、栗山 斉、小牟田悠介、中川 隆、山本 努（2010年）[7]
- 「vivid material」出典作家:名和晃平、池田剛介、大庭大介、塩原れじ、田幡浩一（2008年）[8][9]